# Carolina Maria de Jesus

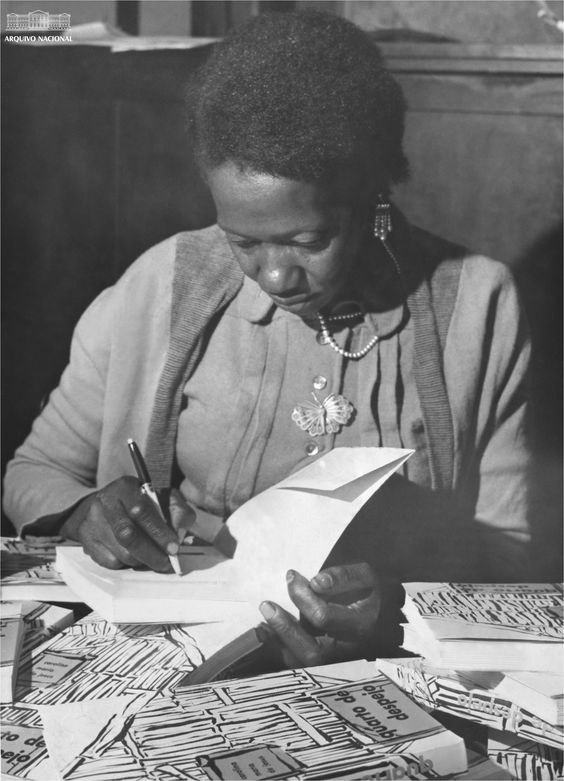
Carolina Maria de Jesus, 1960

Carolina Maria de Jesus (* 14. März 1914 in Sacramento, Minas Gerais; † 13. Februar 1977 in Parelheiros, São Paulo) war eine brasilianische Schriftstellerin.

## Leben
Die Afrobrasilianerin Jesus wurde in dem ländlichen Bundesstaat Minas Gerais als Tochter zweier Landarbeiter, die von afrikanischen Sklaven abstammten, geboren. Einen Großteil ihres Lebens verbrachte sie in Favelas von São Paulo. Sie arbeitete dort als Magd und zog drei Kinder groß. Bekannt wurde sie durch die Veröffentlichung ihrer persönlichen Erlebnisse aus den Favelas. Ihre Tagebücher erschienen 1960 unter dem Titel Quarto de despejo (Tagebuch der Armut). Später folgten weitere Veröffentlichungen, die teilweise auch ins Deutsche übersetzt wurden. Mit ihrem Werk steigerte sie das Bewusstsein für die Bedingungen in den brasilianischen Armenvierteln.
Sie wurde in die Anthologie Daughters of Africa aufgenommen, die 1992 von Margaret Busby in London und New York herausgegeben wurde.

## Werke
- Tagebuch der Armut. Aufzeichnungen einer brasilianischen Negerin, 1962 (Quarto de Despejo, 1960)
- Das Haus aus Stein. Die Zeit nach dem Tagebuch der Armut, 1994 (Casa de Alvenaria, 1961)
- Pedaços de Fome, 1963 (nicht auf Deutsch erschienen)
- Provérbios, 1963 (nicht auf Deutsch erschienen)
- Diário de Bitita, 1982 (Postum, nicht auf Deutsch erschienen)